# Burago di Molgora
Burago di Molgora (lombardul: Buragh) település Olaszországban, Lombardia régióban, Monza e Brianza megyében. Lakosainak száma 4234 fő (2023. január 1.). Burago di Molgora Agrate Brianza, Cavenago di Brianza, Ornago és Vimercate községekkel határos.

## Népesség
A település népességének változása:
| Lakosok száma | 4317 | 4284 | 4230 | 4234 |
|               | 2013 | 2017 | 2018 | 2023 |